# Mariposa megye
Mariposa megye az Amerikai Egyesült Államokban, azon belül Kalifornia államban található. Megyeszékhelye Mariposa. Lakosainak száma 17 131 fő (2020. április 1.). Mariposa megye Tuolumne, Madera, Merced és Stanislaus megyékkel határos.

## Népesség
A megye népességének változása:
| Lakosok száma | 18 262 | 18 189 | 17 888 | 17 755 | 17 531 | 17 203 | 17 131 |
|               | 2010   | 2011   | 2012   | 2013   | 2015   | 2019   | 2020   |